# 董騰
董騰（生卒年不詳）為王妃董氏之姪，為東寧王朝的外戚。永曆十八年（1664年）隨延平王鄭經來台，永曆二十八年（1674年）又隨鄭經西征清國，為戎旗四鎮率師從。永曆三十三年（1679年）駐福滸，當時海澄知縣洪蔭理兵餉，任性多忤，憤而毆之，因此遭革職。劉國軒啟陳讓其戴罪復任。翌年，鄭經兵敗，再隨經歸東寧。又次年鄭經薨逝，以國戚出守澎湖，而竟納清將喇哈達賄而轉其告示。因其動搖人心，乃被召還，而以右武衛林陞代之。時王太妃董氏已逝，所受禮遇大不如前。永曆三十七年（1683年），澎湖海戰兵敗，東寧人心惶惶，即密與偵者通謀，請施琅儘速攻台，東寧舉國降，當隨眾遷內陸安插。